# Parròquia de Grobiņa
La Parròquia de Grobiņa (en letó: Grobiņas pagasts) és una unitat administrativa del municipi de Grobiņa, al sud de Letònia. Abans de la reforma territorial administrativa de l'any 2009 pertanyia al raion de Liepaja.

## Pobles, viles i assentaments
| - Ālande - Āres - Cimdenieki - Dubeņi - Gūžas - Casa senyorial Iļģu |  | - Keramika - Robežnieki - Rolava - Tilti - Vītiņi |  |